# Styrax americanus
Styrax americanus là một loài thực vật có hoa trong họ Bồ đề. Loài này được Lam. miêu tả khoa học đầu tiên năm 1783.